# Euphorbia lavrani
Euphorbia lavrani es una especie fanerógama perteneciente a la familia de las euforbiáceas. Es endémica de Namibia. Se encuentra en áreas rocosas.

## Descripción
Es un arbusto enano perennifolio que alcanza un tamaño de  10 a 20 cm de altura a una altitud de + / - 1650 metros. Crece en afloramientos de piedra caliza  (Leach, 1981), asociada con Ruschianthus falcatus.

## Taxonomía
Euphorbia lavrani fue descrita por Leslie Charles Leach y publicado en Journal of South African Botany 47: 807. 1981.
Etimología
Euphorbia: nombre genérico que deriva del médico griego del rey Juba II de Mauritania (52 a 50 a. C. - 23), Euphorbus, en su honor – o en alusión a su gran vientre –  ya que usaba médicamente Euphorbia resinifera. En 1753 Carlos Linneo asignó el nombre a todo el género.
lavrani: epíteto otorgado en honor del botánico sudafricano John Jacob Lavranos (1926-)